# Irak Perski

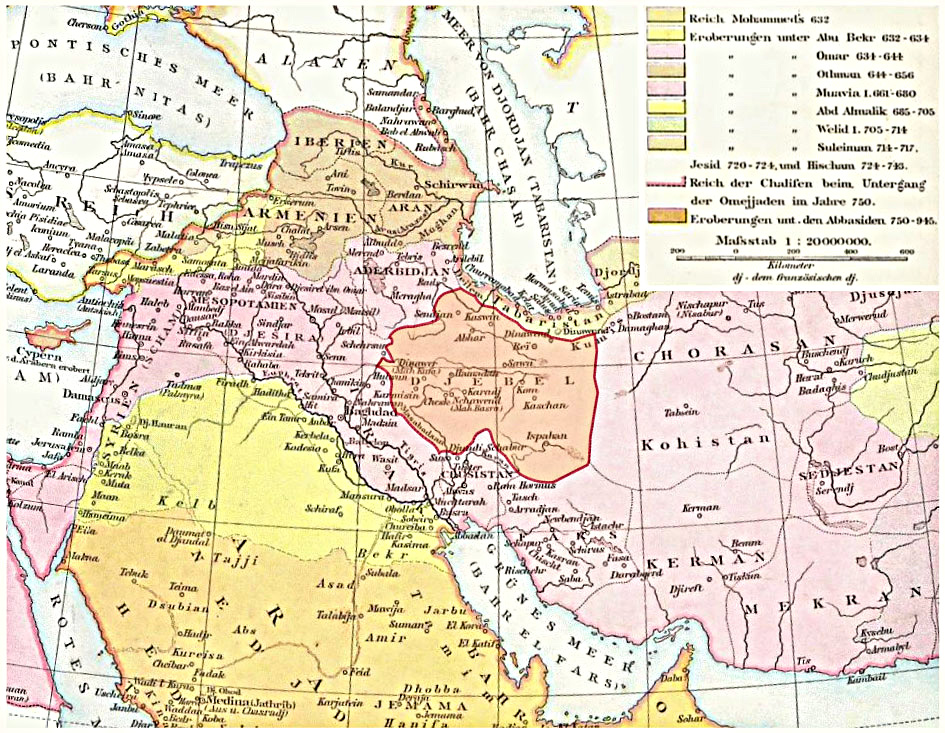

Irak Perski (albo Dżibal) − termin używany w średniowieczu na określenie regionu w północno-zachodnim Iranie, odpowiadającego w przybliżeniu starożytnej Medii.
Arabscy geografowie określali jego terytorium jako ograniczone przez Fars i Chuzestan od południa, Mezopotamię (to jest Irak właściwy) od zachodu, Azerbejdżan, Dejlam i Ghumes od północy oraz Wielką Pustynię Słoną od wschodu. Odpowiadał on więc mniej więcej terytorium starożytnej Medii. Ponieważ na terytorium tym przeważały góry, wcześni arabscy geografowie nazywali je Dżibal (dosłownie góry). Od momentu jednak podboju tego terenu przez Seldżuków zaczęto je nazywać Irakiem Perskim (Irak Adżami). Stało się tak ponieważ rządzący również Irakiem sułtani z dynastii Seldżukidów czasem nazywali się z tego powodu Sułtanami Iraku, chociaż ich stolica była położona w Hamadanie w Dżibalu. Stąd ten ostatni zaczął być również nazywany Irakiem, tyle że perskim, dla odróżnienia od Iraku właściwego, który zaczęto nazywać arabskim. Ostatecznie nazwy Dżibal przestano używać po najeździe mongolskim w XIII wieku. Nazwa Irak Perski była następnie używana przez stulecia, i do dzisiaj nosi ją jeden z dystryktów na południowy zachód od Teheranu.
Aż do początków X wieku prowincja była bezpośrednio kontrolowana przez kalifów. Najważniejszymi miastami regionu były wówczas Kermszirin (późniejszy Kermanszah), Hamadan, Kom, Isfahan i Rej, który zazwyczaj był stolicą. W późniejszych latach X wieku i na początku wieku XI na terenie Dżibalu istniał emirat Bujidów, ze stolicą w Reju. Hamadan był stolicą bocznej, podporządkowanej linii Bujidów, później większość południowej części regionu przeszła pod kontrolę Kakujidów. Pierwszy z władców seldżuckich, Togryl Beg, na krótki czas w roku 1050 uczynił swoją stolicą Isfahan. Był on także stolicą Malekszaha, później jednak tę rolę przejął Hamadan. W okresie ilchanidzkim suma podatków zbierana z Iraku Perskiego była dużo niższa niż w okresie abbasydzkim, co jest widomym świadectwem zniszczeń mongolskiego najazdu i późniejszej ekonomicznej zapaści.